# کمرکلی هندی
کمرکلی هندی (نام علمی: Sitta castanea) گونه‌ای از پرندگان تیرهٔ کمرکلیان (Sittidae) است که در بنگلادش، هند و نپال یافت می‌شود.
زیستگاه‌های طبیعی آن جنگل‌های خشک نیمه‌گرمسیری یا گرمسیری، جنگل‌های جلگه‌ای نمناک نیمه‌گرمسیری یا گرمسیری و جنگل‌های کوهستانی نمناک نیمه‌گرمسیری یا گرمسیری است.